# Faserstaub
Faserstäube sind Stäube aus anorganischen oder organischen Stoffen, die eine längliche Form besitzen. Eine besondere Rolle spielen dabei Fasern, die eine Länge von mehr als 5 µm, einen Durchmesser von weniger als 3 µm und ein Länge-Durchmesser-Verhältnis von mehr als 3:1 haben, weil sie in die tieferen Atemwege (Lungenbläschen) vordringen können. Fasern dieser Geometrie werden auch als WHO-Fasern oder lungengängige Fasern bezeichnet. Diese gelten als potenziell gesundheitsschädlich, wenn sie dazu noch biobeständig sind.
Einige Faserstäube gelten als Risikofaktoren für Lungenkrebs, unter anderem Asbest, Glaswolle, Steinwolle, Schlackenwolle und Hochtemperaturwolle.
Für die Verarbeitung und Entsorgung gelten besondere Anforderungen, die in Deutschland in den Technischen Regeln für Gefahrstoffe TRGS 521 „Abbruch-, Sanierungs- und Instandhaltungsarbeiten mit alter Mineralwolle“ bzw. in der TRGS 519 „Asbest - Abbruch-, Sanierungs- oder Instandhaltungsarbeiten“ festgelegt  sind.